# 在月蝕裡抱緊我
在月蝕裡抱緊我是新加坡歌手林俊杰和台湾歌手A-Lin合唱的单曲。该曲由姚若龙作词，林俊杰作曲并制作，于2025年7月6日數位發行。

## 背景及发行
2025年7月5日，林俊杰在北京鸟巢舉辦「JJ20 FINAL LAP」巡演，当晚恰逢「JJ20」系列巡演的第100场，特别嘉宾A-Lin惊喜现身助阵，现场无预警宣布将推出新作〈在月蝕裡抱緊我〉，并立即首唱了這首未公開新作。次日7月6日零點，歌曲正式上線，随后中午12点MV上線。

## 创作
歌曲由林俊杰自譜曲、詞由知名詞人姚若龍操刀。在創作旋律後，林俊杰心中燃起「Pillar of Strength（堅強支柱）」 的意念，成為全歌核心 。歌名「在月蝕裡抱緊我」，借月蝕暫時遮掩光明的意象，象徵人們在脆弱、煎熬時刻的內心陰暗面。

## 榜单

### 周榜
| 榜單 (2025)                    | 最高排名 |
| ------------------------------ | -------- |
| 台灣（KKBOX華語新歌週榜）      | 12       |
| 新加坡（KKBOX華語新歌週榜）    | 1        |
| 新加坡（KKBOX華語單曲週榜）    | 12       |
| 中国大陆（腾讯音乐由你榜）     | 3        |
| 中国大陆（全球华人歌曲排行榜） | 1        |

## 人员
- 林俊傑 – 配唱製作、錄音師、後期母帶處理製作人
- 賴暐哲 – 弦樂編寫
- 黃冠龍 – 吉他、錄音師、製作協力
- Andy Peterson – 低音吉他
- Brendan Buckley – 鼓、錄音師
- 许笑男 – 手風琴
- 国际首席爱乐乐团 – 弦樂
- 周信廷 – 錄音師、製作協力
- Nick lacono – 錄音師
- 董方昱 – 錄音師
- THE JFJ Sanctuary – 錄音室
- THE JFJ SINGULARITY – 錄音室
- ALEX.D Studio – 錄音室
- Crosstown Studio – 錄音室
- Narwhal Studios – 錄音室
- 九紫天诚录音棚 – 錄音室
- mixHaus – 混音室、後期母帶處理錄音室
- Richard Furch（英语：Richard Furch） – 混音師、後期母帶處理錄音師
- 蔡凱昇 – 製作協力

## 发行历史
| 地区 | 日期         | 格式              | 厂牌            |
| ---- | ------------ | ----------------- | --------------- |
| 全球 | 2025年7月6日 | 數位下載 串流媒體 | JFJ Productions |